# إسماعيل التاجوري
إسماعيل التاجوري شرادي (بالألمانية: Ismael Tajouri-Shradi)‏ (27 مارس 1994 برن سويسرا - ) هو لاعب كرة قدم محترف نمساوي الجنسية من أصول ليبية، يلعب ك‍وسط هجومي مع نادي لوس أنجلوس الأمريكي، ويمثل اللاعب المنتخب الليبي.

## وصلات خارجية
إسماعيل التاجوري على موقع الاتحاد الأوربي (الإنجليزية)
- إسماعيل التاجوري على موقع الدوري الأمريكي (الإنجليزية)
- إسماعيل التاجوري على موقع قاعدة بيانات كرة القدم.إي يو (الإنجليزية)
- إسماعيل التاجوري على موقع ليكيب (الفرنسية)
- إسماعيل التاجوري على موقع ناشيونال فوتبول تيمز (الإنجليزية)
- إسماعيل التاجوري على موقع Soccerbase.com (لاعب) (الإنجليزية)
- إسماعيل التاجوري على موقع Soccerway.com (الإنجليزية)
- إسماعيل التاجوري على موقع عالم كرة القدم.نت (الإنجليزية)
- إسماعيل التاجوري على موقع AS.com (الإسبانية)